# UD Vecindario
Unión Deportiva Vecindario was een Spaanse voetbalclub uit Vecindario in de gemeente Santa Lucía de Tirajana (Gran Canaria).  De ploeg werd ontmanteld op 11 augustus 2015.

## Historie
UD Vecindario wordt opgericht in 1962 en speelt tot het seizoen 1989/90 geen rol van betekenis in de Spaanse profliga's. Dat seizoen zal het voor het eerst uitkomen in de Tercera División waar het ook blijft tot het seizoen 2000/01 als de club gedurende twee seizoenen zal verblijven in de Segunda División B. In het seizoen 2002/03 actueert de club weer in de Tercera División voor een jaar. Daarna is de verrassing groot als de club in het seizoen 2005/06 de play offs weet te winnen door favoriet FC Cartagena uit te schakelen in de halve finale en in de finale Levante B te verslaan. In de Segunda División A houdt Vecindario het slechts een jaar vol. Zes speeldagen voor het einde van de competitie degradeert de club weer naar de Segunda División B.
Op het einde van het seizoen 2011-2012 zakt de ploeg helemaal weg naar de Tercera División.

## Bekende spelers
- Xisco Jiménez
- Mauro Icardi